# Guerra di strategie
Guerra di strategie (A Civil Campaign) è un romanzo di fantascienza del 1999 della scrittrice statunitense Lois McMaster Bujold. Pubblicato in Italia nel 2003, fa parte del ciclo dei Vor e ha come protagonista Miles Vorkosigan.

## Trama
Dopo il ritorno sul suo pianeta Barrayar, Miles Vorkosigan si ritrova ad affrontare una serie di ostacoli e guai che rischiano di travolgerlo. L'imperatore Gregor gli affida una serie di incarichi per i quali deve destreggiarsi tra gli intrighi di corte e una disputa tra i membri del consiglio dei Conti per il cambiamento di sesso di uno di loro.
Suo fratello/clone Mark installa in casa di Miles una dubbia iniziativa commerciale, con l'aiuto di uno scienziato escobariano, che porterà a una serie di catastrofi.
Il difficile ma appassionato rapporto con la vedova Ekaterin Vorsoisson, che Miles corteggerà, ricambiato, contribuirà a complicare la situazione già tesa della politica interna barrayariana.

## Edizioni
- Lois McMaster Bujold, Guerra di strategie, traduzione di Anna Feruglio Dal Dan, collana Cosmo Oro n° 201, Editrice Nord, 2003,  p. 499.